# 야색야동
"야색야동"은 한국에서 제작된 이세일 감독의 2012년 에로, 드라마 영화이다. 용복 등이 주연으로 출연하였다.

## 출연

### 주연
- 용복
- 민재
- 유리
- 재훈